# Вдовы (фильм, 2018)
«Вдовы» (англ. Widows) — американо-британский фильм в жанре детективной драмы режиссёра Стива Маккуина, основанный на одноимённом телесериале.

Выход в широкий прокат в России состоялся 22 ноября 2018 года.

## Сюжет
История о жёнах грабителей, погибших при неудачном налёте. Новоиспечённые вдовы берутся сами закончить начатое, разобраться с полицией и конкурентами, а главное — выяснить, кто же подставил их мужей.

## Актёрский состав

### Вдовы
- Виола Дэвис — Вероника Роулингс, глава профсоюза учителей в Чикаго, жена Гарри.
- Мишель Родригес — Линда Перелли, владелица магазина, жена Карлоса.
- Элизабет Дебики — Элис Ганнер, занимается эскортом после смерти мужа, жена Флорека.
- Синтия Эриво — Белль, работает в салоне красоты, подрабатывает нянькой у Линды.
- Кэрри Кун — Аманда Нанн, домохозяйка, жена Джимми.

### Их мужья
- Лиам Нисон — Гарри Роулингс, муж Вероники.
- Джон Бернтал — Флорек Ганнер, муж Элис.
- Мануэль Гарсия Рульфо — Карлос Перелли, муж Линды.
- Коберн Госс — Джимми Нанн, муж Аманды.

### Другие
- Колин Фаррелл — Джек Маллиган, политик, замешанный в планах вдов. Баллотируется на пост олдермена округа.
- Брайан Тайри Генри — Джамал Мэннинг, криминальный босс, которому вдовы задолжали 2 миллиона долларов.
- Дэниэл Калуя — Джатемм Мэннинг, кузен и правая рука Джамала.
- Гаррет Диллахант — Бэш О’Райли, шофер семьи Роулингс.
- Джеки Уивер — Агнешка, мать Элис.
- Роберт Дювалл — Том Маллиган, отец Джека, бывший олдермен округа.
- Майкл Харни — сержант Фуллер, коррумпированный полицейский
- Лукас Хаас — Дэвид
- Мэтт Уолш — Кен, исполнительный директор охранной фирмы.
- Одиперо Одуйе — Бришелль
- Чак Инглиш — Дариус
- Сэр Майкл Рокс — Малик

## Критика
Фильм получил высокие оценки кинокритиков. На сайте Rotten Tomatoes у него 91 % положительных рецензий на основе 298 отзывов со средней оценкой 8,1 из 10. На Metacriticе — 84 балла из 100 на основе 56 рецензий.

## Награды и номинации
| Премия           | Категория               | Номинант    | Результат |
| ---------------- | ----------------------- | ----------- | --------- |
| BAFTA            | Лучшая женская роль     | Виола Дэвис | Номинация |
| «Выбор критиков» | Лучший экшн-фильм       |             | Номинация |
| «Выбор критиков» | Лучший актёрский состав |             | Номинация |
| «Выбор критиков» | Лучший монтаж           | Джо Уокер   | Номинация |
| «Спутник»        | Лучший фильм — драма    |             | Номинация |
| «Спутник»        | Лучшая женская роль     | Виола Дэвис | Номинация |
| «Спутник»        | Лучшая музыка к фильму  | Ханс Циммер | Номинация |
| «Спутник»        | Лучший монтаж           | Джо Уокер   | Номинация |